# スティーヴン・E・リフキン

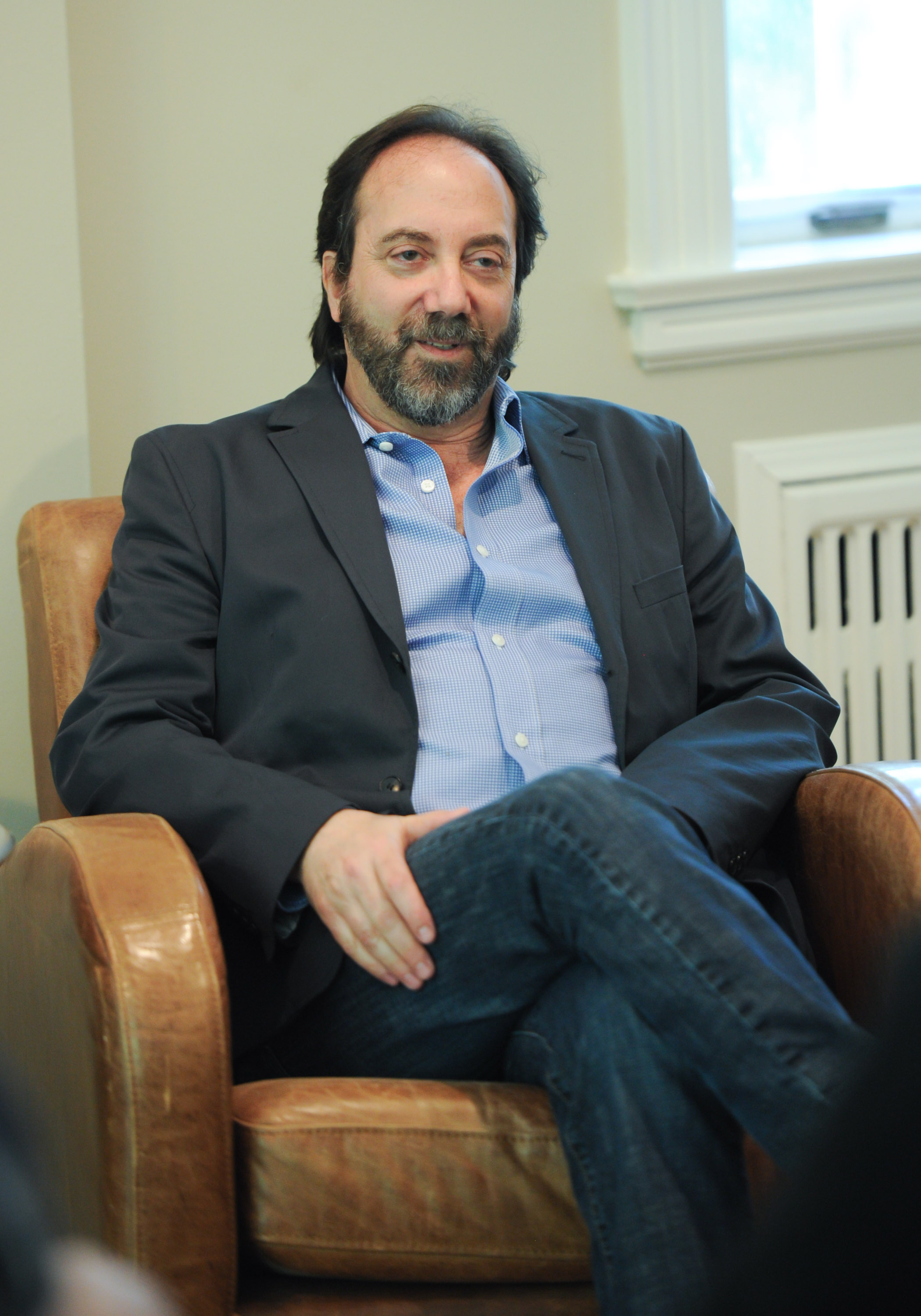
スティーヴン・E・リフキン

スティーヴン・E・リフキン（Stephen E. Rivkin）は、編集技師・映画プロデューサーである。

## 来歴
1976年の映画『Ain't We Having Fun?』への参加でキャリアをスタートさせる。アメリカ映画編集者協会の一員である。
ミュージシャンのBobby Z.およびDavid Z.とは兄弟である。

## 主なフィルモグラフィ
- Ain't We Having Fun? (1976) - 編集
- The Personals (1982) - 製作補・編集
- Youngblood (1986) - 製作補・編集
- Band of the Hand (1986) - 編集
- バット★21 Bat*21 (1988) - 編集
- RUN/標的にされた男 Run (1991) - 編集
- ロビン・フッド/キング・オブ・タイツ Robin Hood: Men in Tights (1993) - 編集
- 9か月 Nine Months (1993) - 編集
- オンリー・ユー Only You (1994) - 編集
- アウトブレイク Outbreak (1995) - 編集
- 僕のボーガス Bogus (1996) - 編集
- エクセス・バゲッジ/シュガーな気持ち Excess Baggage  (1997) - 編集
- ザ・ハリケーン The Hurricane (1999) - 編集
- ALI アリ Ali (2001) - 編集
- ソードフィッシュ Swordfish (2001) - 編集
- パイレーツ・オブ・カリビアン/呪われた海賊たち Pirates of the Caribbean: The Curse of the Black Pearl (2003) - 編集
- The Statement (2003) - 編集
- ステルス Stealth (2005) - 編集
- パイレーツ・オブ・カリビアン/デッドマンズ・チェスト Pirates of the Caribbean: Dead Man's Chest (2006) - 編集
- パイレーツ・オブ・カリビアン/ワールド・エンド Pirates of the Caribbean: At World's End (2007) - 編集
- アバター Avatar (2009) - 編集
- アリータ: バトル・エンジェル Alita: Battle Angel (2018) - 編集